# Pycnogonum litorale
Pycnogonum litorale (лат.) — вид морских пауков семейства Pycnogonidae.
Животные имеют длину тела от 15 до 18 миллиметров и имеют беловатый или желтоватый цвет. Хелицеры и педипальпы полностью редуцированы, и на их месте сильный, тупоконечный хоботок. За хоботком расположен глазной бугорок с четырьмя маленькими линзами-глазками. Яйценосные конечности образуются только у самца. Конечности относительно короткие и сильные.
Вид распространён в Атлантике и Северном море. Встречается от литоральной зоны до более глубоких акваторий. Пауков можно найти на каменистых участках, в бунах или портах, иногда в большом количестве.
Пауки сосут актинии, которых они прокалывают своим крепким хоботком. В период спаривания самец принимает яйца при помощи яйценосца у полового отверстия самки. Яйца слипаются друг с другом за счёт выделяемого самцом особого секрета. Самец носит яйца до вылупления детёнышей. Они сосут изначально полипы, особенно рода Clava.